# 鄭澍若
郑澍若（？—？），字醒愚，别号醒愚、玉缠人。福建玉田人。文学家郑方坤之孙，郑天箓（一作郑天鋂）之子，著有《虞初续志》十二卷。